# Fonofon
Fonofon, senare Säffleoperan eller Säffleteatern är ett svenskt fritt musikteatersällskap, och tidigare skivbolag.

## Historik
Sällskapet startades i Stockholm under den andra halvan av 1960-talet och grundades och drevs av bröderna Erik och Einar Bergh. 1974 flyttade sällskapet till Säffle och startade Säffleoperan. Säffleoperan kom att blanda amatörer och proffs på scenen och för många unga artister blev tiden med Fonofon en lärlingstid.  1980 fick de statsunderstöd och blev Säffles regionteater och kallas därför även ibland för Säffleteatern. Einar Bergh gick bort 1997 men teatersällskapet och teatern är fortfarande aktiv.
Under 1970- och 1980-talet drevs teatern till stor del av familjen Bergh tillsammans med cirka tio anställda. [källa behövs] De kom att göra närmare 300 föreställningar om året. Dock var många inte offentliga utan gavs på ålderdomshem och i skolor.
Bland de professionella artisterna i Säffleoperans ursprungliga ensemble återfanns bland andra den skånska operasångerskan Sonja Söderqvist samt operabarytonen, och sedermera sångläraren vid Ingesunds musikhögskola, Anders Hörngren. De har också samarbetat med Thore Skogman, Margareta Hallin och Berith Bohm.

## Skivutgivningen under namnet Fonofon
Mellan 1968 och 1970 gav Fonofon ut ett antal EP och singlar. Förmodligen för att finansiera den andra verksamheten. Trots att de lyckades få Pressbyrån att sälja dessa Pocketsinglar som de själva kallade dem, blev utgivningen ett ekonomiskt fiasko. Förutom Einar och Erik Bergh själva förekommer det skivor med exempelvis Margareta Hallin, gruppen Stormstakarna och Busk Margit Jonsson. Musiken är schlager, pop och visa, ofta med både ett humoristiskt inslag och operettliknande sång.

### Diskografi under etiketten Fonofon
- Bo Bergman: Ett diktporträtt i ord och toner med Einar bergh. - EP, ffe 21, 1968 - sång: Einar Bergh, piano: Anders Ohlson
- Wennerbereg: Trior. Stormstakarna sjunger serenader. - EP, ffe 22, 1968 - Stormstakarna
- C.M. Bellman: Fjäriln vingad, Ulla min Ulla, Liksom en herdinna, Opp Amaryllis - EP, ffe 23, 1968 - sång: Einar Bergh, gitarr: Roland Bengtsson
- Jag ringer dig på tisdag, Göransson, Ett överseende leende, En bättre värld. - EP, ffe 24, 1968 - sång: Einar Bergh, musik: Erik Westling, text: Erik Bergh
- Nära till naturen, Ensam, eva, Pia - EP, ffe 25 - sång: Einar Bergh, musik: Erik Wesling, text: Erik Bergh
- Pocketplattan 6: Ludde, Etta på söder, Giacomo, Min rullgardin - EP - sång: Margareta Hallin
- Sjung snapsvisor med stormstakarna - EP - Stormstakarna
- C.M. Bellman i poparrangemang med Einar Bergh - Singel - sång: Einar Bergh
- 14 år, Säterjäntans söndag - Singel, ffs 32, 1968 - sång: Margareta Hallin & Stormstakarna
- Förmiddagsprinsen, Charlie är farlig - Singel, ffs 33, 1970 - sång. Einar Bergh, musik: Erik Westling, text: Erik Bergh
- Senapsflickan, Fru Mokvist, *singel, ffs 34, 1970 - sång. Einar Bergh, musik: Erik Westling, text: Erik Bergh
- Einar Bergh sjunger Evert Taube: Kom i min famn, Nigande vals, Tatuerarevalsen, Vals i gökottan - EP, ffe 29, 1970 - sång: Einar Bergh, piano: Erik Westling, piano: Jan Bergman
- Busk-Margit Jonsson sjunger till orgel - EP - sång: Busk-Margit Jonsson
- 14 år - EP - sång: Margaret Hallin & Stormstakarna